# ITunes Live: London Festival '09 (Placebo)
iTunes Live: London Festival '09 è un album dal vivo del gruppo musicale britannico Placebo, pubblicato il 7 dicembre 2009 in formato digitale dalla Dreambrother Ltd.

## Descrizione
L'album contiene l'esibizione dei Placebo all'iTunes Festival 2009 al The Roundhouse di Londra, il 14 luglio 2009.

## Tracce
1. Kitty Litter – 3:52
2. Ashtray Heart – 3:39
3. Battle for the Sun – 5:47
4. For What It's Worth – 3:00
5. Soulmates – 3:41
6. Speak in Tongues – 4:17
7. Follow the Cops Back Home – 5:06
8. Every You Every Me – 4:19
9. Special Needs – 4:33
10. The Never-Ending Why – 3:40
11. Devil in the Details – 4:23
12. Happy You're Gone – 4:12
13. Meds – 3:34
14. Come Undone – 4:35
15. Special K – 3:45
16. Song to Say Goodbye – 4:02
17. Infra-Red – 3:41
18. The Bitter End – 3:22
19. Taste in Men – 5:47

## Formazione
- Brian Molko – voce, chitarra elettrica, chitarra acustica
- Stefan Olsdal – chitarra elettrica, basso, cori
- Steve Forrest  – batteria
- Bill Lloyd – basso, tastiera, cori
- Nick Gavrilovic – chitarra elettrica, tastiera, cori
- Fiona Brice – violino, tastiera, theremin, percussioni, cori